# Семенково (Дмитровский городской округ)
Семенково — деревня в Дмитровском районе Московской области, в составе городского поселения Яхрома. Население — 1 чел. (2010). До 2006 года Семенково входило в состав Подъячевского сельского округа.

## Расположение
Деревня расположена в юго-западной части района, примерно в 10 км на юго-запад от города Яхромы, у истоков безымянного ручья, левого притока реки Волгуша, высота центра над уровнем моря 187 м. Ближайшие населённые пункты — Дедлово и Андрейково на юге, Гончарово на северо-востоке.

## Население
| 2002 | 2006 | 2010 |
| ---- | ---- | ---- |
| 2    | ↘0   | ↗1   |